# Granite (Utah)
Granite es un lugar designado por el censo (census-designated place o CDP) en el condado de Salt Lake, estado de Utah, Estados Unidos. Se encuentra al este de Sandy. Según el censo de 2000, el CDP tiene una población de 2018, con un decremento significativo respecto a 1990 cuando contaba con una población de 3300 habitantes.

## Geografía
Granite se encuentra en las coordenadas 40°34′16″N 111°48′34″O / 40.57111, -111.80944.
Según la oficina del censo de Estados Unidos, el CDP tiene una superficie total de 3,8 km². No tiene superficie cubierta de agua.
- Datos: Q1926410
- Multimedia: Granite, Utah / Q1926410